# Műugrás a 2004. évi nyári olimpiai játékokon
A 2004. évi nyári olimpiai játékokon a műugrásban nyolc versenyszámban avattak bajnokot, ebből négy férfi és négy női szám volt.

## Éremtáblázat
(A táblázatokban a rendező ország csapata eltérő háttérszínnel, az egyes számoszlopok legmagasabb értéke vagy értékei vastagítással kiemelve.)
| A 2004. évi nyári olimpiai játékok éremtáblázata műugrásban | A 2004. évi nyári olimpiai játékok éremtáblázata műugrásban | A 2004. évi nyári olimpiai játékok éremtáblázata műugrásban | A 2004. évi nyári olimpiai játékok éremtáblázata műugrásban | A 2004. évi nyári olimpiai játékok éremtáblázata műugrásban | Olimpia  |
| ----------------------------------------------------------- | ----------------------------------------------------------- | ----------------------------------------------------------- | ----------------------------------------------------------- | ----------------------------------------------------------- | -------- |
|                                                             | Ország                                                      | Arany                                                       | Ezüst                                                       | Bronz                                                       | Összesen |
| 1.                                                          | Kína (CHN)                                                  | 6                                                           | 2                                                           | 1                                                           | 9        |
| 2.                                                          | Ausztrália (AUS)                                            | 1                                                           | 1                                                           | 4                                                           | 6        |
| 3.                                                          | Görögország (GRE)                                           | 1                                                           | 0                                                           | 0                                                           | 1        |
|                                                             |                                                             |                                                             |                                                             |                                                             |          |
| 4.                                                          | Oroszország (RUS)                                           | 0                                                           | 2                                                           | 2                                                           | 4        |
| 5.                                                          | Kanada (CAN)                                                | 0                                                           | 1                                                           | 1                                                           | 2        |
| 6.                                                          | Nagy-Britannia (GBR)                                        | 0                                                           | 1                                                           | 0                                                           | 1        |
| 6.                                                          | Németország (GER)                                           | 0                                                           | 1                                                           | 0                                                           | 1        |
|                                                             |                                                             |                                                             |                                                             |                                                             |          |
| Összesen                                                    | Összesen                                                    | 8                                                           | 8                                                           | 8                                                           | 24       |

## Érmesek

### Férfi számok
| A 2004. évi nyári olimpiai játékok érmesei férfi műugrásban |                                                                      |                                                        |                                                    |
| Versenyszám                                                 | Arany                                                                | Ezüst                                                  | Bronz                                              |
| Műugrás                                                     | Peng Po (Peng Bo) · Kína (CHN)                                       | Alekszandre Despatie · Kanada (CAN)                    | Dmitrij Szautyin · Oroszország (RUS)               |
| Toronyugrás                                                 | Hu Csia (Hu Jia) · Kína (CHN)                                        | Matthew Helm · Ausztrália (AUS)                        | Tien Liang (Tian Liang) · Kína (CHN)               |
| Műugrás, páros                                              | Görögország (GRE) · Nikólaosz Sziranídisz · Thomász Bímisz           | Németország (GER) · Andreas Wels · Tobias Schellenberg | Ausztrália (AUS) · Robert Newbery · Steven Barnett |
| Toronyugrás, páros                                          | Kína (CHN) · Tien Liang (Tian Liang) · Jang Csing-huj (Yang Jinghui) | Nagy-Britannia (GBR) · Leon Taylor · Peter Waterfield  | Ausztrália (AUS) · Matthew Helm · Robert Newbery   |

### Női számok
| A 2004. évi nyári olimpiai játékok érmesei női műugrásban |                                                                        |                                                           |                                                     |
| Versenyszám                                               | Arany                                                                  | Ezüst                                                     | Bronz                                               |
| Műugrás                                                   | Kuo Csing-csing (Guo Jingjing) · Kína (CHN)                            | Vu Min-hszia (Wu Minxia) · Kína (CHN)                     | Julija Pahalina · Oroszország (RUS)                 |
| Toronyugrás                                               | Chantelle Newberry · Ausztrália (AUS)                                  | Lao Li-si (Lao Lishi) · Kína (CHN)                        | Loudy Tourky · Ausztrália (AUS)                     |
| Műugrás, páros                                            | Kína (CHN) · Kuo Csing-csing (Guo Jingjing) · Vu Min-hszia (Wu Minxia) | Oroszország (RUS) · Vera Iljina · Julija Pahalina         | Ausztrália (AUS) · Irina Lashko · Chantelle Newbery |
| Toronyugrás, páros                                        | Kína (CHN) · Lao Li-si (Lao Lishi) · Li Ting                           | Oroszország (RUS) · Julija Koltunova · Natalja Goncsarova | Kanada (CAN) · Blythe Hartley · Émilie Heymans      |